# 라붐 2
《라붐 2》(La Boum 2)는 프랑스에서 제작된 클로드 피노토 감독의 1982년 드라마, 멜로/로맨스, 코미디 영화이다. 소피 마르소 등이 주연으로 출연하였고 알렝 프와레 등이 제작에 참여하였다.

## 출연

### 주연
- 소피 마르소
- 브리지트 포시
- 클로드 브라소

### 조연
- 피에르 코소
- 셰일라 오코너
- 데니즈 그레이
- 램버트 윌슨

## 기타
- 미술: 제라드 비아드